# Albrecht V van Saksen-Lauenburg
Albrecht V van Saksen-Lauenburg (overleden in 1370) was van 1356 tot aan zijn dood hertog van Saksen-Bergedorf-Mölln. Hij behoorde tot het huis Ascaniërs.

## Levensloop
Albrecht V was de tweede zoon van hertog Albrecht IV van Saksen-Bergedorf-Mölln en Beata van Schwerin, dochter van graaf Günzel VI van Schwerin. Nadat zijn oudere broer Johan III in 1356 ongehuwd en kinderloos was overleden, volgde Albrecht V hem op als hertog van Saksen-Bergedorf-Mölln.
Als heerser van een klein hertogdom had hij een gebrek aan geld. Met de toestemming van zijn jongere broer Erik III verkocht hij in 1359 voor een bedrag van 9737,50 Lübeckse marken de heerlijkheid Mölln aan de stad Lübeck. De partijen kwamen overeen om een mogelijkheid tot terugkoop in te stellen, die enkel door Albrecht V en zijn erfopvolgers mocht gebeuren voor henzelf en niet door een tussenpersoon voor iemand anders. Lübeck beschouwde deze aankoop als cruciaal, omdat Mölln een belangrijke handelsplaats was voor de handel tussen Lübeck en het hertogdom Brunswijk-Lüneburg, alsook voor de handel tussen Lübeck en Scandinavië. Bovendien stuurde Lübeck gewapende troepen naar Mölln om de openbare orde te handhaven.
Albrecht V, die al snel terug met een geldgebrek zat, besloot om nieuwe, drastische inkomstbronnen te zoeken. Samen met zijn neef, hertog Erik II van Saksen-Ratzeburg-Lauenburg, kwam hij overeen om nabij de stad Hamburgroofovervallen te organiseren op handelaars of reizigers die door hun landerijen reisden. Om de orde te herstellen, bevrijdde een alliantie bestaande uit Hamburg, graaf Adolf VII van Holstein-Kiel en prins-aartsbisschop Albrecht II van Bremen, het noordoostelijke deel van Hamburg uit de handen van de roofbendes van Albrecht V en Erik II. Ook veroverde deze alliantie het kasteel van Bergedorf, de residentie van Albrecht V.
Op 25 januari 1366 huwde hij met Catharina (overleden na 1402), dochter van heer Nicolaas III van Werle. Het huwelijk bleef kinderloos, waardoor Albrecht V na zijn dood in 1370 als hertog van Saksen-Bergedorf-Mölln werd opgevolgd door zijn jongere broer Erik III.